# Franz Hradetzky
Franz Hradetzky (19 maggio 1906 – ...) è stato un militare tedesco. Hauptsturmführer (capitano) delle SS aveva la tessera del partito nazista NSDAP nr. 360.759.
Nel novembre del 1938 era entrato tra le file delle SS. Fu responsabile nazista del distretto di Hermagor.
Fu sul fronte orientale dal 1942 al maggio del 1943 tra le file del 9º battaglione del 2º reggimento di fanteria della 3. SS-Panzerdivision "Totenkopf" prima di essere trasferito nel SS-Standarte Kurt Eggers quando divenne comandante del Kommando Adria.
Nella Jugoslavia occupata le sue attività principali furono l'introduzione della legge marziale tedesca e la nomina degli amministratori collaborazionisti.
In questo contesto nel luglio del 1942, quando era responsabile del distretto di Radovljica, creò un'unità anti-partigiana con ex esponenti della polizia jugoslava ed altri volontari che erano chiamati localmente raztrganci.
Nell'ambito del progetto volto a creare alla fine della guerra un protettorato in Friuli denominato Pufferstaates Friaul, da collegare alla tradizione del Patriarcato di Aquileia, Hradetzky fu incaricato da Friedrich Rainer, commissario della zona d'operazioni del litorale adriatico, di dirigere un ufficio con l'obiettivo di predisporre iniziative per il recupero del patrimonio identità etnico e linguistico del Friuli.
Fu processato assieme ad altri a Lubiana; riuscì ad evitare la pena capitale e fu condannato a 16 anni con i lavori forzati per crimini di guerra. Nel 1952 Hradetzky fu graziato, pubblicato il 30 luglio di quell'anno, rientrò quindi in Austria.